# Wiard Ihnen
Wiard Ihnen (ur. 5 sierpnia 1897 w Jersey City, zm. 22 czerwca 1979 w Los Angeles) – amerykański scenograf filmowy. Jako wieloletni pracownik wytwórni Paramount Pictures odpowiadał za scenografię ponad 60 filmów zrealizowanych na przestrzeni czterech dekad.

## Życiorys
Dwukrotny laureat Oscara za najlepszą scenografię do filmów: Wilson (1944) Henry'ego Kinga i Krew na słońcu (1945) Franka Lloyda. Był także nominowany do tej nagrody za scenografię do filmu Co dzień święto (1937) A. Edwarda Sutherlanda. Pracował przy scenografii tak znanych tytułów, jak m.in. Blond Wenus (1932) Josefa von Sternberga, Kacza zupa (1933) Leo McCareya, Dyliżans (1939) Johna Forda czy Ranczo złoczyńców (1952) Fritza Langa.
Prywatnie przez 39 lat był mężem Edith Head, najbardziej utytułowanej hollywoodzkiej kostiumografki filmowej i laureatki ośmiu Oscarów za najlepsze kostiumy. Ihnen zmarł na raka w wieku 81 lat. Został pochowany obok żony na cmentarzu Forest Lawn Memorial Park w kalifornijskim Glendale.